# سمعان بن بوثيس
شمعون بن بوثيس، (بالعبرية: שמעון בן ביתוס) هو الكاهن الأعظم لليهود في الفترة من 23 ق م حتى 4 ق م، في عهد هيرودس الأول. ولد في القدس، وأبوه بويثوس من الإسكندرية، وكان كاهنًا عظيمًا هناك. هو والد ماريان الثانية زوجة هيرودس الأول الثالثة.
خلف يسوع بن فابوس في رئاسة الكهنة، بعدما عزله هيرودس وعين شمعون بدلًا منه، لرغبة هيرودس في الزواج من ابنته ماريان الثانية. تورطت مريمان الثاني في مؤامرة أنتيباتر الثاني ضد زوجها في 4 ق م. ونتيجة لذلك طلقها هيرودس وأزال والدها شمعون بن بوثيس من رئاسة الكهنة. ما أزال حفيده هيرودس الثاني من ولاية العهد.